# Onze-Lieve-Vrouw-ten-Hemel-Opgenomenkerk (Bergom)

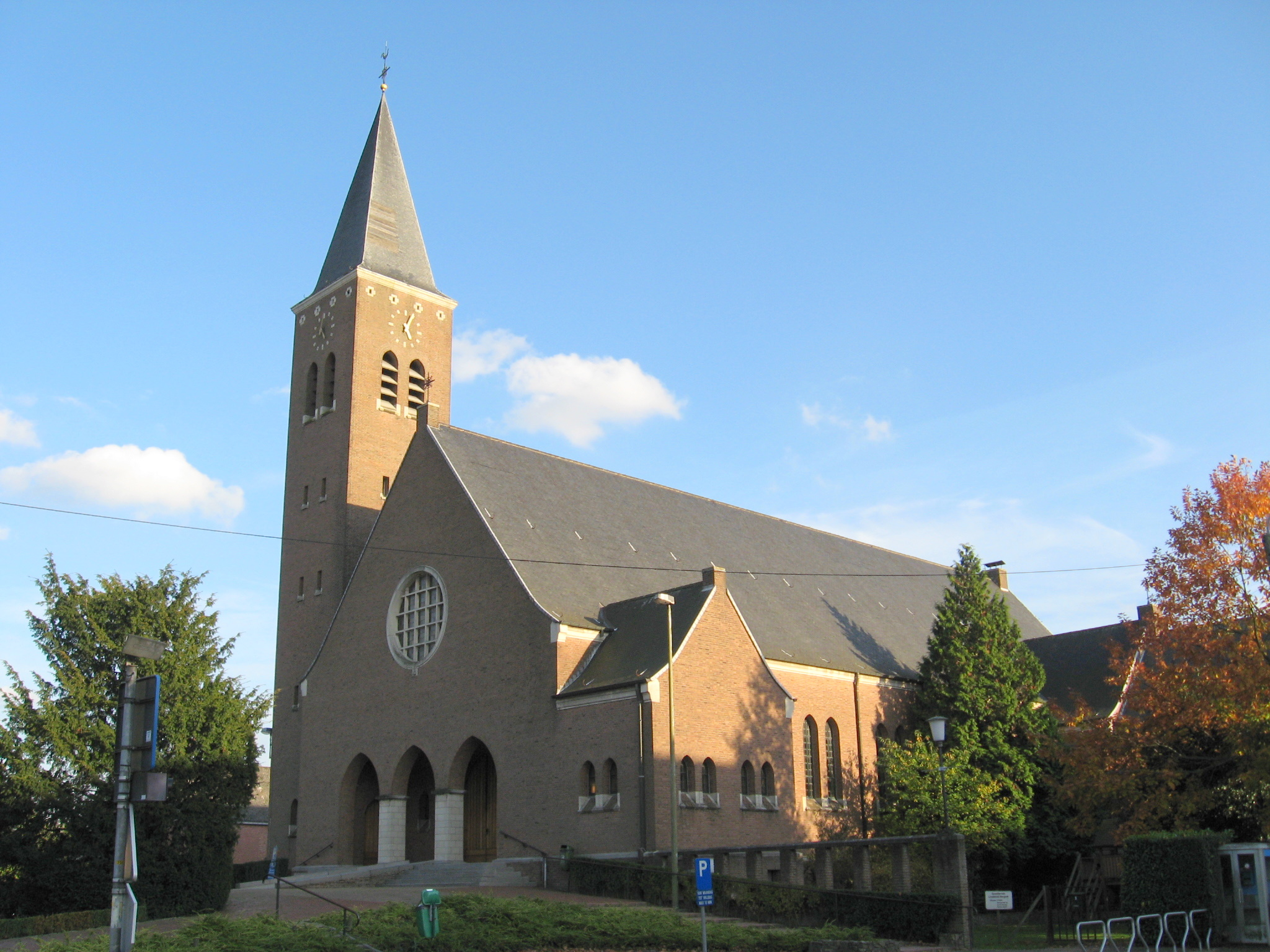
Onze-Lieve-Vrouw-ten-Hemel-Opgenomenkerk

De Onze-Lieve-Vrouw-ten-Hemel-Opgenomenkerk is de parochiekerk van de tot de Antwerpse gemeente Herselt behorende plaats Bergom, gelegen aan de Hoge Dreef.

## Geschiedenis
In 1952 werd in Bergom een parochie opgericht. Een kerk werd gebouwd in 1960-1962 naar ontwerp van René Joseph van Steenbergen.

## Gebouw
Het betreft een eenbeukig bakstenen kerkgebouw dat naar het zuiden is georiënteerd. De kerk heeft een naastgebouwde vlakopgaande toren onder tentdak. Het koor is vlak afgesloten. De stijl is traditionalistisch, neigend naar moderne gotiek.
De kerk is onderkelderd. Hier bevinden zich parochiezalen en een dagkapel.